# Биси ла Маконез
Биси ла Маконез (фр. Bissy-la-Mâconnaise) насеље је и општина у источном делу централне Француске у региону Бургоња, у департману Саона и Лоара која припада префектури Макон.
По подацима из 2011. године у општини је живело 210 становника, а густина насељености је износила 42,34 становника/km². Општина се простире на површини од 4,96 km². Налази се на средњој надморској висини од 260 метара (максималној 530 m, а минималној 243 m).

## Демографија
| 1962. | 1968. | 1975. | 1982. | 1990. | 1999. | 2011. |
| ----- | ----- | ----- | ----- | ----- | ----- | ----- |
| 155   | 165   | 149   | 151   | 158   | 177   | 210   |

График промене броја становника у току последњих година